# Maison Girard
La maison Girard est un édifice situé à Bas-en-Basset, en France.

## Localisation
La maison est située sur le territoire de la commune de Bas-en-Basset, 1 avenue de la Sablière, dans le département  de la Haute-Loire, en région Auvergne-Rhône-Alpes.

## Description
Maison bourgeoise, construite aux XVIIIe et XIXe siècles, elle a été dotée d'un décor de papier peint panoramique de valeur exceptionnelle : ces vues pittoresques et romantiques de la Rome antique depuis le Forum en ruines, intitulées Ruines de Rome, ont été produites à partir de 1800-1810 et rééditées postérieurement. Le panoramique est bordé en haut et en bas d'une mince frise géométrique (fleurs et fresques ocre et bleu sur fond marron). Le premier plan est occupé par un décor végétal et minéral. Le second plan offre des scènes animées de personnages par petits groupes au milieu de monuments antiques. L'arrière-plan est également occupé par des monuments. Le reste des panneaux est laissé en ciel agrémenté de nuages.

## Historique
La maison est classée au titre des monuments historiques par arrêté du 21 décembre 2010 et déclassée par décret du 25 avril 2017.

## Abrogation du classement
En 2017, la maison se trouvait dans un grand état de délabrement. Les papiers peints ont fait l'objet d'un don accepté par la commune en vue de leur dépose définitive et de leur restauration.